# Bruchus luteicornis
Bruchus luteicornis là một loài bọ cánh cứng trong họ Bruchidae. Loài này được Illiger miêu tả khoa học năm 1794.